# Pendling
De daglige rejser mellem bolig og sysselsætningssted mellem byerne og/eller over kommunegrænserne, som er den synlige fremtoning af indbyggernes nye dagligdag, kaldes pendling, en person, der foretager sådanne rejser, kaldes pendler, og de af pendlingen omfattede og ved denne sammenknyttede områder kaldes for pendlingsoplande.

## Pendlingens baggrund og årsager
Pendlingen kan have flere grunde:
1. byen kan vokse ud over kommunegrænsen, hvorved dele af dens område bliver forstæder, hvis bosatte har deres beskæftigelse inden for kommunegrænsen;
2. en del af byens erhvervsliv kan henlægges til en forstad, idet en del af de i byen bosatte derved beskæftiges i forstaden;
3. der kan fremvokse en aflæggerbebyggelse adskilt fra den gamle by, hvis indbyggere arbejder her;
4. en del af erhvervslivet kan henlægges til en aflæggerbebyggelse, idet en del af de i byen bosatte derved arbejder i aflæggerbebyggelsen;
5. en del af de i byen beskæftigede kan bosætte sig i en naboby, hvorved den ved siden af af sit eget erhvervsliv vil blive inddraget i den førstnævnte bys pendlingsopland;
6. en del af de i byen beskæftigede kan bosætte sig i landdistrikterne uden, at der fremvokser en bydannelse;
7. en virksomhed, der beskæftiger byboere, kan henlægges til et landdistrikt uden, at der fremvokser en bydannelse for medarbejderne.

Igennem det 20 århundrede har pendlingen været stadig voksende, og der sker derfor fra et givet sted pendling til flere pendlingsmål. Dette forhold fik omkring 1970 Danmarks Statistik til at anvende betegnelsen arbejdskraftopland om et område, hvor den indbyrdes pendling mellem ulige områder indenfor dette er større end med noget område uden for dette.

## Pendlingen indtil 1990
De første oplysninger om arbejdsgiverens navn og beliggenhed blev indsamlet ved folketællingen 1890, men først i det 20. århundrede begyndte man at bearbejde oplysninger om arbejdspendling.

### Indtil 1960
Allerede ved de tidligste undersøgelser af sammenhængen mellem befolkningens bopæl og arbejdssted viste det sig, at folk i forstadsområder for en stor dels – ofte flertallets – vedkommende var beskæftiget den by, som forstaden lå i tilknytning til. Disse forhold er ikke mindst undersøgt for hovedstadsområdets vedkommende. Således kunne det i forbindelse med folketællingen 1911 konstateres, at af i alt 107.595 beskætigede i København boede kun 93.130 i selve København, mens 12.587 kom fra Frederiksberg og 1.878 fra Gentofte. Af Frederiksbergs 20.780 indbyggere var således mere end halvdelen (60,6%) beskæftiget i København, 8.037 på Frederiksberg, 96 i Gentofte og 60 i andre omegnskommuner. Af Gentoftes 3.230 indbyggere var ligeledes over halvdelen (58,1%) beskæftiget i København, 1.230 i hjemkommunen, 85 på Frederiksberg og 37 i andre omegnskommuner. Pendlingen fra de to forstæder var entydigt til København.
Senere undersøgelser, i 1928, 1942, 1948 og 1957 viste, at ikke blot Frederiksberg og Gentofte men tillige de fjernere kommuner – Ballerup-Måløv, Birkerød, Brøndbyerne, Dragør, Farum, Gladsaxe, Glostrup, Herlev, Herstederne, Hvidovre, Hørsholm, Lyngby-Tårbæk, Rødovre, Store Magleby, Søllerød, Tårnby, Vallensbæk og Værløse – blev inddraget i såvel den voksende forstadsudvikling som den i tilknytning hertil voksende arbejdspendling. Denne udvikling hang blandt andet sammen med samfærdselsmidlerne, idet folk inden for en times rejsetid er rede til at rejse til en arbejdsplads, der ligger i endog store afstande fra hjemmet.
Til belysning af udviklingen i Hovedstadsområdet kan gives følgende oversigt over antal og andel pendlere:
| Bopælskommune  | 1948 antal | 1948 % pendlere til Kbh | 1957 antal | 1957 % pendlere til Kbh |
| -------------- | ---------- | ----------------------- | ---------- | ----------------------- |
| Ballerup-Måløv | 1.200      | 36,1                    | 3.567      | 43,2                    |
| Birkerød       | 959        | 24,0                    | 1.901      | 31,6                    |
| Brøndbyerne    | 550        | 24,4                    | 3.840      | 54,3                    |
| Dragør         | 603        | 42,5                    | 915        | 45,8                    |
| Farum          | 205        | 14,4                    | 584        | 26,3                    |
| Gladsaxe       | 10.009     | 54,0                    | 15.752     | 49,2                    |
| Glostrup       | 2.602      | 38,1                    | 4.030      | 39,1                    |
| Herlev         | 1.915      | 63,6                    | 5.097      | 56,0                    |
| Herstederne    | 235        | 15,1                    | 347        | 19,6                    |
| Hvidovre       | 7.205      | 68,0                    | 11.368     | 58,7                    |
| Høje Tåstrup   | 1.498      | 29,7                    | 1.927      | 29,8                    |
| Hørsholm       | 1,243      | 25,8                    | 2.121      | 32,6                    |
| Lyngby-Tårbæk  | 9.921      | 44,3                    | 14.620     | 44,2                    |
| Rødovre        | 5.574      | 60,4                    | 10.847     | 57,2                    |
| Store Magleby  | 220        | 28,4                    | 550        | 45,1                    |
| Søllerød       | 3.147      | 35,7                    | 5.395      | 39,4                    |
| Tårnby         | 6.468      | 59,9                    | 13.706     | 64,1                    |
| Vallensbæk     | 31         | 6,6                     | 300        | 38,9                    |
| Værløse        | 750        | 37,0                    | 1.125      | 31,9                    |

I alt 92.002 indbyggere i omegnskommuner var i 1957 sysselsat i København mod 54.335 indbyggere i 1948, svarende til en stigning i andelen af omegnskommunernes indbyggere sysselsat i København fra 46,3% i 1948 til 48,1% i 1957. Samtidig var antallet af københavnere sysselsat i omegnskommuner vokset fra ca. 23.320 i 1948 til ca. 34.955 i 1957.

### 1960'erne
I 1960'erne var interessen for pendling voksende, og dette førte til flere undersøgelser rundt om i Danmark. Måderne, man valgte at undersøge pendlingens omfang på, var mangfoldige:
1. Oplysninger fra virksomheders personalekartoteker om ansattes bopæl. Sådanne undersøgelser blev blandt andet lavet for en række industrivirksomheder i Ålborg, Hjørring og Thisted amter i 1964, for Bang & Olufsen i Struer i 1963, for Danfoss i Havnbjerg på Nordals 1961, for Lego i Billund, Grene kommune, i 1963, for virksomheder med mere end 10 ansatte i Grindsted stationsby 1964, for virksomheder i Kalundborg 1961, for virksomheder med mindst 5 ansatte i Randers amt 1958, for Vejle og omegns andelssvineslagteri i Vejle, andelssvineslagteriet i Kolding og Carl M. Cohrs sølvvarefabrikker i Fredericia i 1963 samt for bygge- og anlægssektoren ved hjælp fra arbejdsanvisningskontorer i 1962.
2. Oplysninger fra selvangivelser om arbejdsgiver. På grundlag af sådanne oplysninger blev pendlingen undersøgt i Randers amt 1958, i Kalundborgs omegnskommuner 1961 og fra Grindsted kommune 1963[6] samt omkring Frederikshavn, Frederikssund, Næstved, og Thisted i 1962[7].
3. Oplysninger til skattevæsenet. Flere steder fremskaffedes oplysninger fra lønsedler om pendling ind og ud af en given kommune. Dette var blandt andet tilfældet i Nakskov 1962, i Silkeborg 1961, 1962 og 1963, i Helsingør 1960 og 1966/67, i Hillerød 1962/1963 (henholdsvis ud og ind)[8].

Disse undersøgelser bekræftede, hvad man allerede havde foranelser om: ikke blot var der pendling mellem forstæder og købstæder – pendlingen rakte allerede på daværende tidspunkt langt ud i købstædernes omegnskommuner, og ofte fandtes der i sognekommunerne stedlige pendlingsmål, der kunne tiltrække arbejdssøgende fra omgivende sognekommuner. Således udgjorde Holmegård glasværk i Fensmark-Rislev kommune et vigtigt sysselsætningssted i Næstveds omegn, Hurup i Thy var et vigtigt sysselsætningssted i Thisteds omegn og Randers amt lod sig inddele i 6 pendlingsoplande: Hobro, Randers, Marie Magdalene-Koed, Grenå, Ebeltoft og Århus efter vigtigste pendlingsmål (uden hensyntagen til stedlig sysselsætning). For Hovedstadsområdets vedkommende lod det sig fastslå, at de omgivende købstæder (Helsingør, Hillerød, Frederikssund og Roskilde) var vigtigste pendlingsmål for omgivende kommuner men samtidig selv havde en stor udpendling og da oftest med København som vigtigste pendlingsmål.
Den først landsdækkende pendlingsoplandsundersøgelse blev lavet af Kommunalreformkommissionen i 1966 med udgangspunkt i lønsedler for samtlige kommuner uden for Københavns amtsrådskreds. På grundlag af de derved indkomne oplysninger udpegede man arbejdskraftoplande for alle steder med over 10 mio. kroner i lønudbetaling i 1965, idet lønudbetalingskommunen på samme tid skulle være vigtigste lønudbetalingssted for mindst en anden kommune (bortset fra Assens og Bogense, hvor der pr. 1. april 1966 skete sammenlægning af købstad og landkommune). I tre tilfælde blev to kommuner anset som et samlet lønudbetalingssted, selv om de beløbsmæssigt opfyldte betingelsen hver for sig: Asnæs og Fårevejle, Skanderup og Vamdrup, Gram og Rødding. Undersøgelsen viste, at landet var opdelt i 125 arbejdskraftoplande i henhold til de opstillede betingelser. Det viste sig, at visse steder (fx Fjerritslev), der kun netop opfyldte betingelserne, i kraft af sin beliggenhed langt fra Thisted og Ålborg alligevel havde et eget arbejdskraftopland, mens steder med langt større lønbeløb ikke havde eget, afsondret arbejdskraftopland. Ved undersøgelsen opdeltes kommunerne efter hvor stor en andel af de sysselsatte, der hentede deres indkomst inden for bopælskommunen. Af 1.086 daværende kommuner var 397 mere eller mindre selvstændige (mere end halvdelen arbejdede i bopælskommunen), mens resten – næsten to tredjedele – indgik i en stærkere forbindelse med andre kommuner. Det var (næppe overraskende) ikke mindst i Hovedstadsområdet (fraset Horns Herred), omkring Næstved, Nakskov, Odense, på Als, omkring Vejle, Horsens, Århus, Randers, Ålborg og Nørresundby, Frederikshavn og Sæby, Viborg samt Silkeborg, at udpendlingen var stor, mens den på Sjælland langs Storebælt og i store dele af det vestlige Jylland samt i Himmerland var overvejende beskeden.

### 1970-1990
Efter kommunalreformen 1970 gjorde man ved registerfolketællingen op hvorledes pendlingen havde udviklet sig under indtryk af de nye storkommuner. Landet blev på ny opdelt i arbejdskraftoplande, nu afgrænset således, at enhver storkommune hørte til samme arbejdskraftopland som den kommune, hvortil den havde størst udpendling. Ved denne fremgangsmåde blev landet opdelt i 51 arbejdskraftoplande, idet det nu var muliggjort, at der inden for samme arbejdskraftopland kunne være mere end et større pendlingsmål: således hørte Sønderborg og Nordborg (med Danfoss) til samme arbejdskraftopland. Da man yderligere undersøgte styrken af pendlingen, viste det sig, at der – fraset Københavns omegnskommuner og enkelte kommuner ved Odense og Århus – var en pendling på mindre end halvdelen af de sysselsatte, omend der i hele den østlige del af landet var tale om en forholdsvis stor pendling. Det blev opgjort, at 26% af alle sysselsatte var beskæftiget uden for deres bopælskommune.

## Pendlingen efter 1990
Især siden 1990 været en tendens til, at der pendles længere, og at det samlede pendlingsomfang stiger. Det kan skyldes, at mange unge familier og førstegangskøbere af ejerboliger har bosat sig i udkanten af – eller uden for – det område, hvor de arbejder. Det kan også skyldes, at folk ikke i samme grad som tidligere flytter, når de skifter job – for eksempel fordi begge voksne i en husstand typisk er på arbejdsmarkedet og med uens arbejdssteder. En stor del af den stigning, der har været i pendlingen, er sket med bil.
En pendlingsregion er defineret ved at mindst 80 pct. af dem, der bor i et givet område, også arbejder der. Mellem 1992 og 2004 er disse geografiske arbejdsmarkeder i Danmark blevet væsentligt større. I 1992 var der 45 pendlingsregioner i Danmark, i 2004 var der kun 27 tilbage. Således er Sjælland i denne periode blevet til et stort, samlet pendlingsområde, ligesom en udvikling mod et samlet arbejdsmarked i Østjylland er fastslået.

## Pendling nu og i fremtiden
Der findes i dag sammenslutninger af pendlere, pendlerklubber, der fungerer som pressionsgrupper overfor DSB, SAS og andre trafikselskaber og trafikmyndighederne.
Det forventes, at med de stadigt voksende muligheder, der er til rådighed for pendlingsrejser (egen bil, buslinjer, togforbindelser (både hurtige fjernforbindelser, regionaltog og nærbaner), metro, indenrigsfly med mere, vil pendlingen vokse yderligere i de kommende årtier.
Danske pendlere rejste i gennemsnit 19,8 km for at komme fra deres bopæl til arbejdspladsen i 2012. Dette er 0,1 km længere end året før og 2,7 km længere end 2003.
Pendlere, der bor på det sydlige Sjælland, havde længst til arbejde. Vordingborg Kommune havde regionens største gennemsnitlige pendlingsafstand på 32,2 km. Herefter fulgte Faxe med 30,3 km, Stevns med 29,5 km og Sorø med 29,4 km. I den anden ende af skalaen var Herlev og Rødovre de kommuner, hvor indbyggerne havde kortest vej til arbejde. Den gennemsnitlige pendlingsafstand var begge steder 10,8 km. 

## Grænsependler
En grænsependler er en person, der dagligt foretager pendlingsrejser over en officiel grænse. I Danmark kendes dette blandt andet fra Sønderjylland, hvor Flensborg har spillet en rolle som arbejdssted for sønderjyske bosatte, og fra Skåne, idet især Malmø for sjællandske bosatte og København for skånske bosatte spiller en rolle som arbejdssteder.

## Flypendler
Flypendler – en person, der bruger en flyvemaskine til at komme frem og tilbage mellem sit hjem og arbejdsplads på regelmæssig basis.
Nordjyske flypendlere, der tager fra Aalborg mod København med et af de første fly på dagen, kalder populært sagt morgenflyet for "klatøjeekspressen".[kilde mangler]
Ofte køber de et årskort som giver dem ubegrænset mulighed for at flyve på indenrigsruten.
Et sådant årskort koster omkring 130.000 kroner (2010 priser), men pendleren kan opnå betydelig skattefradrag.
I Danmark er omkring 100 flypendlere medlem af pendlerklubben SK-ALL.
Begrebet flypendler er beskrevet i en artikel i avisen Politiken d. 30. Januar 2005 i en artikel af journalisten Charlotte Hagen Striib

## Etymologi
Ordet pendel betyder pendul på svensk, og det er derfra ordet er kommet til dansk.